# Euryarchaeota
Gli Euryarchaeota costituiscono il gruppo più grande appartenente al regno degli Archaea. Tra loro troviamo archebatteri che producono metano, organismi estremofili (come, ad esempio, alofili e ipertermofili), e organismi marini.

## Metanogeni
Gli Euryarchaeota metanogeni, strettamente anaerobi, si trovano in diversi ambienti anossici: sedimenti con scarsa ossigenazione, fonti geotermali ricche di idrogeno e anidride carbonica, ma anche nell'intestino animale. Tra i metanogeni c'è una grande variabilità sia morfologica che di temperature ottimali: molti sono mesofili, ma si trovano anche metanogeni termofili e psicrofili. Alcuni sono anche alofili.
Gli archebatteri, diversamente dai batteri, non hanno una parete basata sul peptidoglicano:
- il Methanobacterium, ad esempio, ha una parete di pseudopeptidoglicano formato da unità alternate di N-acetilglucosamina e acido N-acetiltalosaminuronico;
- il Methanospirillum sono dotati invece di uno strato S, una struttura paracristallina, a trama generalmente esagonale, costituita da proteine e glicoproteine.

Gli archebatteri metanogeni, che nel loro metabolismo sfruttano il carbonio come accettore di elettroni, possono convertire in metano diversi substrati, riconducibili a tre gruppi, :
- Substrati del tipo CO2
  - anidride carbonica CO2;
  - monossido di carbonio CO;
  - formiato HCOO-;
- Substrati metilici
  - metanolo CH3OH;
  - metilammina, dimetilammina e trimetilammina (CH3)nNH+4-n;
  - metilmercaptano CH3SH;
  - dimetilsolfuro (CH3)2S;
- Substrati acetotrofici:
  - acetato CH3COO-;
  - piruvato CH3COCOO-;

## Ipertermofili
Alcuni Euryarchaeota vivono a temperature estremamente alte: Thermococcus vive a 70-90 °C, Pyrococcus a 70-106 °C (entrambi sono anaerobi obbligati); Methanophyrus, un metanogeno isolato da sedimenti vicino a bocche geotermali oceaniche, addirittura a una temperatura ottimale di 110 °C. Altri ipertermofili sono Archaeoglobus (utilizza il solfato al posto dell'ossigeno nella respirazione) e Ferroglobus (ossida il ferro per produrre energia).
Le proteine di questi archebatteri funzionano a temperature così alte, senza essere denaturate, grazie ad una composizione molto idrofobica (che ostacola la denaturazione), a numerose interazioni che irrigidiscono e stabilizzano la molecola (ponti disolfuro e ponti idrogeno), e alla presenza di stabilizzatori come sali, coenzimi o fosfati ciclici. Inoltre sono presenti, nei termosomi, particolari proteine (le Chaperonine) che si occupano di recuperare altre proteine parzialmente denaturate.
Per stabilizzare il DNA alle alte temperature agiscono altre molecole:
- agenti stabilizzanti come il 2,3-bisfosfoglicerato ciclico nel citoplasma;
- l'enzima DNA girasi inversa che introduce superavvolgimenti positivi nella molecola di DNA;
- proteine che stabilizzano il solco minore del DNA, o proteine che funzionano come gli istoni degli eucarioti.